# 베카주
베카주(아랍어: الشمال)는 레바논 북동부에 위치한 주로, 주도는 자흘레이며 인구는 750,000명, 면적은 4,429km2이다. 리타니강과 오론테스강이 흐르고 있으며 이들 강은 베카 계곡에 둘러싸여 있다. 베카 계곡에는 세계유산으로 지정된 바알베크 유적이 있다.